# Reginaldo de Grenier
Reginaldo de Grenier o di Sidone (anche Reynald o Renaud; anni 1130 – 1202) è stato un cavaliere medievale francese fu signore di Sidone ed un nobile importante del Regno di Gerusalemme alla fine del XII secolo.

## Carriera
Reginaldo era figlio di Gerardo di Sidone ed Agnese di Bures e nipote di Eustachio I de Grenier.
Iniziò a salire alla ribalta nel 1170, quando sposò Agnese di Courtenay, che era già stata sposata tre volte: 
- con Rainaldo di Marash, che la lasciò vedova;
- con Ugo di Ibelin che venne presto catturato in battaglia, ma non è certo se si sia trattato di un matrimonio vero e proprio o solo di un fidanzamento;
- (divenendo bigama se quello con Ugo era un matrimonio) con Amalrico, Conte di Giaffa ed Ascalona e futuro Re di Gerusalemme, con il quale ebbe due figli: Baldovino e Sibilla.

Il suo matrimonio con Amalrico fu annullato nel 1163, quando si scoprì che i due erano imparentati ad un grado proibito di consanguineità.
Alcuni autori hanno sostenuto che anche il matrimonio tra Agnese e Reginaldo di Sidone fu annullato, perché anch'essi erano imparentati ad un grado proibito, ma questo si basa su una errata interpretazione di Guglielmo di Tiro, che dice che Gerardo scoprì una relazione fra "le due persone di cui sopra". 
Tuttavia, questo deve essere riferito al matrimonio di Agnese e Amalrico: Gerardo era morto al momento del matrimonio di Reginaldo.
Nel dicembre 1179, "Agnese, Contessa di Sidone" e "Reginaldo di Sidone" testimoniarono insieme in un documento: 
non ci sono prove a suggerire che non erano più una coppia.
Nel 1174, Amalrico morì e gli successe il figlio minorenne e lebbroso Baldovino IV; Reginaldo divenne quindi patrigno del re.
Un balivo, o reggente, doveva essere nominato e Reginaldo fu tra i sostenitori di Raimondo III di Tripoli (cugino di primo grado di Amalrico) in opposizione a Milo di Plancy, per questa carica.
Reginaldo fu presente alla Battaglia di Montgisard nel 1177, ma non alla Battaglia del Guado di Giacobbe nel 1179, dove arrivò troppo tardi con le sue forze; secondo Guglielmo di Tiro, se avesse continuato il suo cammino avrebbe potuto salvare molti dei profughi dalla battaglia che invece furono uccisi in imboscate quando Reginaldo tornò a Sidone. 
Partecipò alla difesa del regno quando Saladino lo invase nel 1183; questa volta Guglielmo lo annovera tra quelli che si
"distinsero per prodezza in battaglia."
Sua moglie a volte partecipò alle campagne militari per prendersi cura del malato ma determinato figliuolo.

## Lotte di successione nel Regno
Ormai Baldovino IV governava da solo, senza la necessità di un reggente. 
Per aumentare la speranza di ricevere sostegno militare da suo cugino Enrico II d'Inghilterra e per ridurre l'influenza di Raimondo di Tripoli, nel 1180 Baldovino aveva fatto sposato sua sorella, la vedova Sibilla, ad un nobile del Poitou, Guido di Lusignano, un vassallo degli Angioini il cui fratello maggiore Amalrico si era già stabilito a corte.
Vedendo la propria salute declinare, il re nominò Guido reggente nel 1183, durante l'invasione di Saladino, anche se Raimondo e i suoi alleati erano estremamente ostili verso di lui.
Tuttavia, il re fu presto deluso dalle capacità di Guido e lo rimosse.
Nel 1183 Baldovino V, il giovane figlio di Sibilla e del suo primo marito Guglielmo del Monferrato, fu incoronato come co-regnante, nel tentativo di evitare che a succedere fossero Guido e Sibilla.
Reginaldo fu un sostenitore di questa manovra e fu presente all'incoronazione.
Agnese morì probabilmente nella seconda metà del 1184 e Baldovino IV nella primavera del 1185.
Baldovino V, con Raimondo III come reggente, rimase re per meno di un anno prima di morire anche lui nel 1186.
Reginaldo fu tra i nobili che, dopo la morte di Baldovino V, cercarono di evitare che Sibilla e Guido succedessero al trono, ma fallirono.

## Battaglia di Hattin e Terza Crociata
Il conflitto tra Guido e Raimondo minacciava la sicurezza del Regno poiché Guido pensava di assediare Tiberiade, feudo di Raimondo,
che si era alleato con Saladino.
Baliano di Ibelin, un altro dei sostenitori di Raimondo, suggerì a Guido di inviare invece un'ambasciata da Raimondo a Tripoli, nella speranza che i due potessero riconciliarsi prima che Guido attaccasse insensatamente il più forte esercito di Saladino.
Reginaldo accompagnò Baliano, Gérard de Ridefort (Gran Maestro dei Cavalieri templari), Roger de Moulins (Gran Maestro dei Cavalieri Ospitalieri) e Ioscio, l'Arcivescovo di Tiro a Tripoli. 
Il primo maggio i Templari e gli Ospitalieri furono sconfitti da al-Afdal, uno dei figli di Saladino, alla Battaglia di Cresson; 
Baliano, che si era fermato nel suo feudo di Nablus e Reginaldo, che era fermato al suo castello di Beaufort, non erano presenti al combattimento.
Raimondo, avuta la notizia della sconfitta, incontrò l'ambasciata a Tiberiade e tornò con loro a Gerusalemme.
La successiva invasione del Regno da parte del Saladino fu affrontata da Guido, Raimondo e l'esercito crociato alla Battaglia di Hattin, che si concluse con una sconfitta schiacciante per i crociati, Reginaldo era nella retroguardia con Baliano e Joscelin III di Edessa (fratello della sua defunta moglie) e fuggì con loro; secondo le successive cronache occidentali della terza crociata essi si comportarono da codardi, calpestando i propri uomini nella fretta, ma più probabilmente stavano semplicemente cercando di rompere l'accerchiamento musulmano dell'esercito crociato.
Ma non funzionò e Reginaldo e Baliano fuggirono a Tiro, dove Reginaldo potrebbe aver brevemente preso il comando della città dopo la partenza di Raimondo di Tripoli.
La Continuazione in francese antico di Guglielmo di Tiro, risalente al XIII secolo e conosciuta anche come la Cronaca di Ernoul, afferma che egli era in procinto di negoziare la resa a Saladino quando arrivò Corrado del Monferrato.
Saladino aveva dato a Reginaldo delle bandiere da appendere dalle torri della città, ma Reginaldo temeva ritorsioni da parte dei cittadini, se Saladino stesso non era presente. Corrado gettò via le bandiere ed espulse Reginaldo.
Tutto ciò è tuttavia discutibile: i cronisti arabi non dicono nulla in merito e successivamente, Reginaldo e Corrado furono stretti alleati.
Reginaldo potrebbe aver lasciato Tiro per Beaufort (avendo perso anche Sidone a seguito di Hattin), proprio come Raimondo III era partito per Tripoli: poiché la priorità di questi potenti era quella di difendere i propri territori.
Tuttavia, egli fu certamente di nuovo a Tiro nel 1188, quando testimoniò in un documento per Corrado.
Nel 1189 Reginaldo stava trattando con Saladino la resa di Beaufort.
Egli offrì di ritirarsi a Damasco e convertirsi all'Islam, ma era tutto uno stratagemma: stava solo perdendo tempo per consentire che le difese del castello fossero rafforzate.
Quando tornò al castello ordinò alle sue guardie a deporre le armi in lingua araba, ma in francese disse loro di continuare a resistere. 
Secondo la Continuazione in francese antico di Guglielmo di Tiro, Saladino torturò Reginaldo fuori del castello fino a quando la guarnigione si arrese, anche se in realtà non sembra che abbiano ceduto in quel momento; Reginaldo fu imprigionato a Damasco e il castello alla fine cadde il 22 aprile 1190, in cambio della sua liberazione.
Dopo la sua liberazione, Reginaldo sposò Helvis, la figlia maggiore di Baliano di Ibelin e Maria Comnena. 
Ebbe poi un ruolo influente nella politica della terza crociata.
Sostenne l'annullamento del matrimonio tra Umfredo IV di Toron e Isabella di Gerusalemme, in modo che Isabella poté essere data in sposa a Corrado del Monferrato; l'anonimo autore dell'Itinerarium Peregrinorum et Gesta Regis Ricardi 
definisce Reginaldo membro di un "consiglio dalla consumata iniquità"  (insieme a Baliano di Ibelin e Maria Comnena e Pagano di Haifa) per aver promosso questo atto.
Le sue conoscenze arabe lo resero utile come un diplomatico: negoziò con Saladino per conto di Corrado nel 1191-92 e successivamente aiutò a negoziare la pace tra Riccardo e Saladino nel 1192.
Sidone fu ripresa a Saladino nel 1197.

## Vita privata
In Lignages d'Outremer Reginaldo è descritto come "Estremamente brutto e molto saggio".
Fu uno dei pochi baroni nativi del Regno che parlava arabo ed aveva conoscenze di letteratura araba.
Era in buoni rapporti con il fratello di Saladino Al-Adil: i suoi negoziati con Corrado furono scoperti dalla fazione di Riccardo I quando Umfredo di Toron lo vide andare a caccia con Al-Adil.
Questo non lo rese simpatico a quei cronachisti occidentali che sostenevano Riccardo e Guido di Lusignano: come Raimondo di Tripoli fu addirittura (falsamente) accusato di essersi segretamente convertito all'Islam.
Dopo la sua liberazione dalla prigionia nel 1190, sposò Helvis di Ibelin, figlia del suoi amici Baliano e Maria e più di 40 anni più giovane di lui (probabilmente era nata nel 1178).
Aveva tre figli, tutti da Helvis secondo i Lignages d'Outremer,
anche se alcune genealogie moderne suggeriscono che le due ragazze potrebbero essere state di Agnese:
certamente, considerate le usanze di denominazione, questo è plausibile nel caso della giovane Agnese.
- Agnese, sposò Raoul (Raffaele) de Saint-Omer di Tiberiasde, siniscalco di Gerusalemme (figlioccio di Raimondo III di Tripoli).
- Fenie (Eufemia), sposò Eudes (Odo) de Saint-Omer di Tiberiade, connestabile di Tripoli, signore di Gogulat (figlioccio di Raimondo III di Tripoli e fratello di Raoul).
- Baliano, sposò Margherita di Brienne e fu successore di Reginaldo a Sidone nel 1202.

Dopo la morte di Reginaldo, Helvis sposò Guy de Montfort.